# Eselspinguin

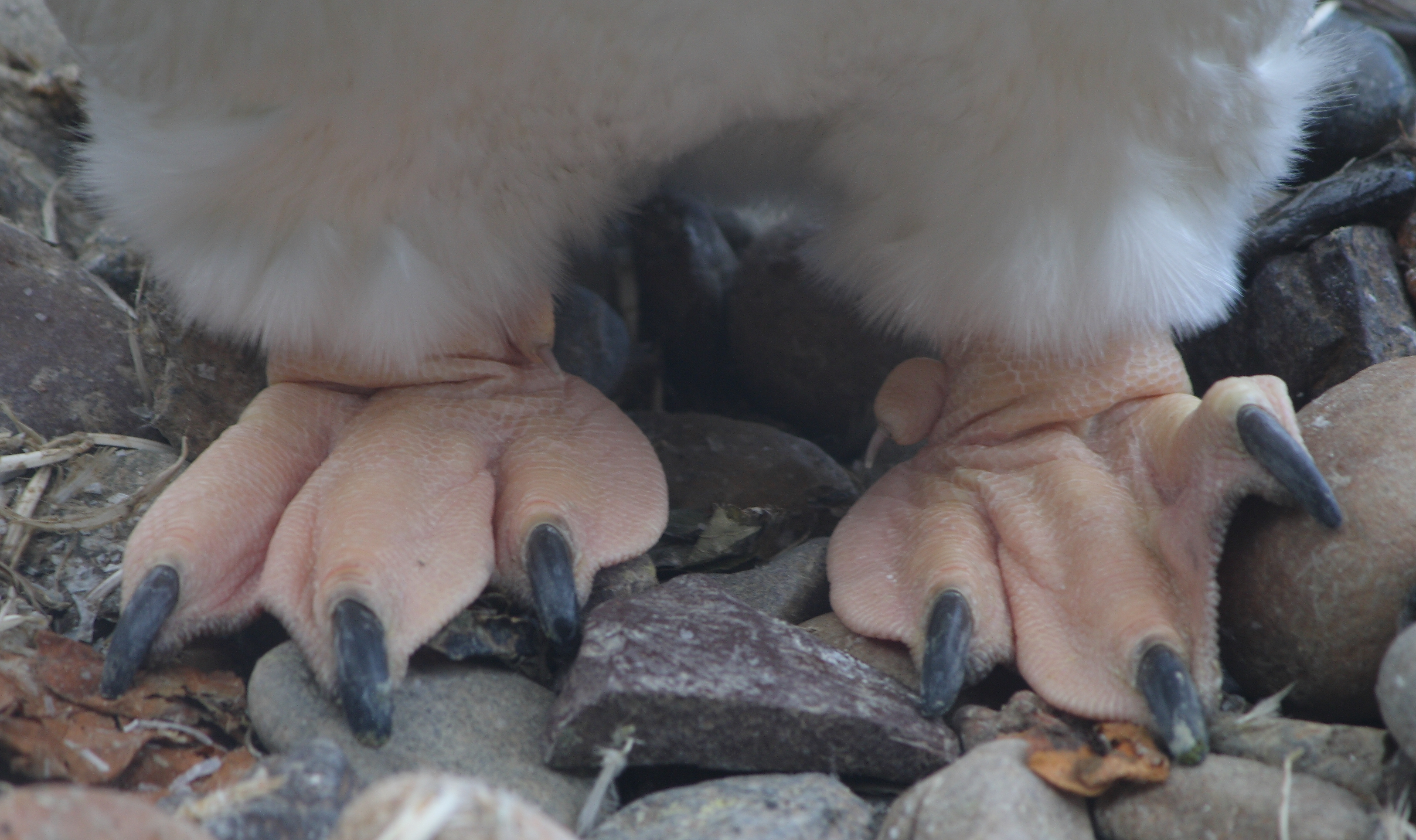
Füße des Eselpinguins

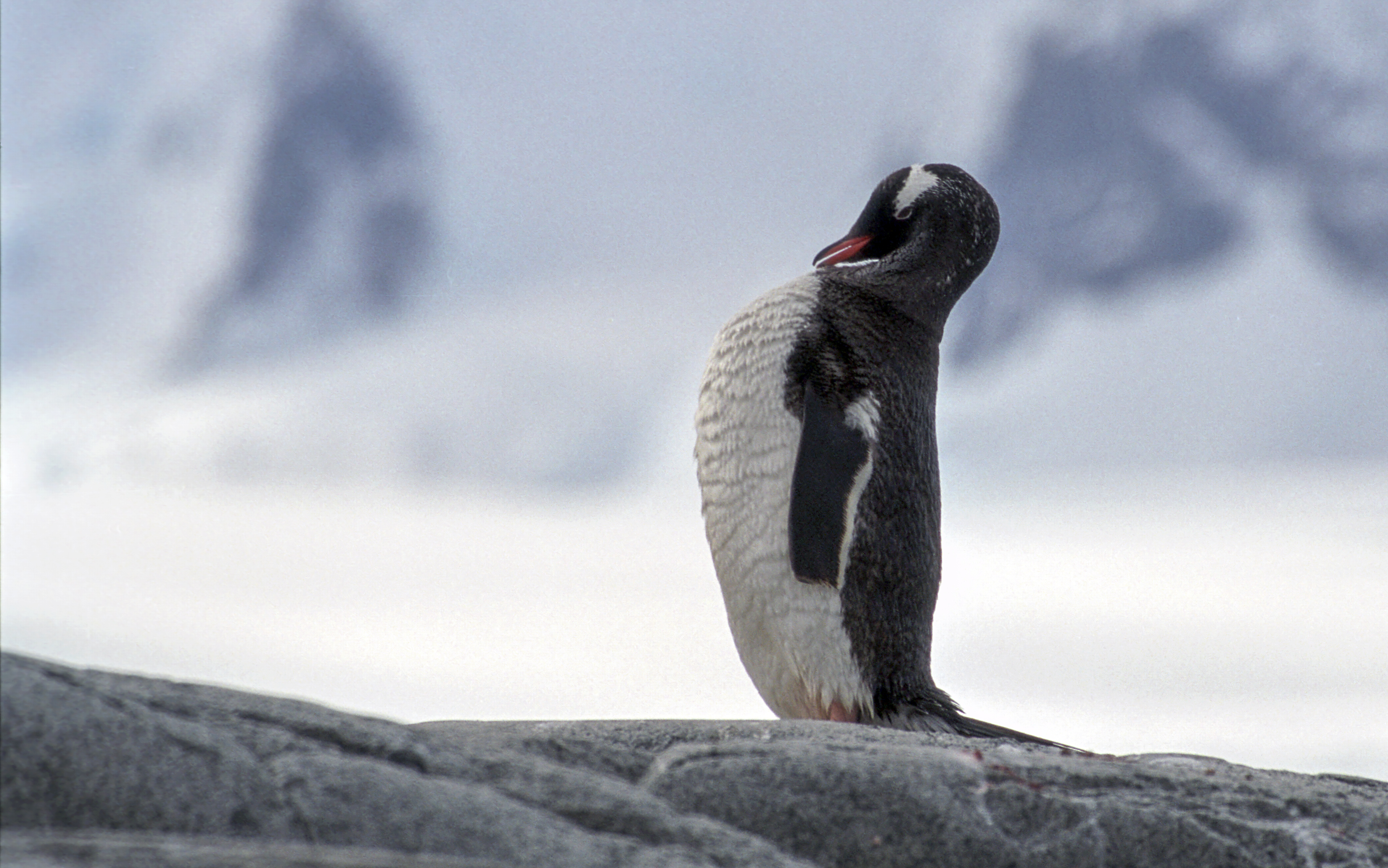

Der Eselspinguin (Pygoscelis papua), seltener auch Rotschnabelpinguin genannt, ist eine Pinguin-Art in der Gattung der Langschwanzpinguine (Pygoscelis) und am engsten mit dem Adeliepinguin (P. adeliae) sowie dem Zügelpinguin (P. antarctica) verwandt. Die wissenschaftliche Erstbeschreibung unter der Bezeichnung Aptenodytes papua erfolgte 1781 durch Johann Reinhold Forster anhand eines auf den Falklandinseln getöteten und anschließend nach London mitgebrachten Exemplars.
Eselspinguine sind die schnellsten Schwimmer unter den Pinguinen, sie erreichen dabei bis zu 27 km/h (nach anderen Quellen bis zu 36 km/h), schwimmen aber durchschnittlich nur bis zu 6 km/h. Der Eselspinguin gilt auch als die scheueste bekannte Pinguinart. Seinen Namen hat er vom eselsartigen Geschrei, mit dem vor Eierdieben gewarnt wird und das auch während der Paarungszeit zu hören ist. Es werden zwei Unterarten anerkannt, die sich nur in ihrer Körpergröße unterscheiden. Von der IUCN wird der Eselspinguin als ungefährdet (engl. least concern) eingestuft. Er hat eine durchschnittliche Lebenserwartung von 15 Jahren.

## Erscheinungsbild
Eselspinguine erreichen eine Körperlänge zwischen 75 und 90 Zentimeter. Sie sind damit mittelgroße Pinguine, nur der Kaiser- und der Königspinguin sind größer. Das Gewicht der Eselspinguine variiert abhängig von der Jahreszeit und beträgt zwischen 4,7 und 7,4 Kilogramm. Das höchste Gewicht erreichen sie kurz vor der Mauser. Ein ausgeprägter Sexualdimorphismus besteht nicht, allerdings sind die Weibchen tendenziell etwas kleiner. Das Gefieder zeigt keine jahreszeitlichen Unterschiede, Jungvögel können anhand ihres Gefieders bis zu einem Alter von einem Jahr von den adulten Vögeln unterschieden werden. Auffälligstes Merkmal des Eselspinguins ist der häufig dreieckige weiße Fleck oberhalb des Auges.
Die Kehle und der Kopf sind bis auf den weißen Fleck oberhalb des Auges schwarz. Der Fleck reicht in der Regel bis zum Scheitel und geht am unteren Ende in den weißen Augenring über. Einzelne weiße Federn finden sich auch am Kopf und am Nacken. Der Oberkörper ist ansonsten schwarzblau und wirkt kurz vor der Mauser, wenn das Gefieder sehr abgenutzt ist, bräunlich. Die Körperunterseite ist weiß und scharf zur schwarzen Kehle abgesetzt. Die zu Flossen umgestalteten Flügel sind auf der Unterseite weiß mit einem schwarzen Fleck am Ende. Der Schnabel ist an den Seiten orangerot. Die Oberfläche des Oberschnabels sowie die Schnabelspitze ist schwarz. Die Iris ist braun. Die Füße sind blass weißlich-rosa bis rot.
Jungvögel ähneln den adulten Vögeln, sind aber kleiner und haben einen matter gefärbten Schnabel. Einzelne Individuen sind an der Kehle und am Kinn grau gefleckt. Bei Vögeln, bei denen der weiße Fleck am Kopf nicht bis zum weißen Augenring reicht, handelt es sich ausnahmslos um Jungvögel. Es gibt jedoch einzelne Individuen, bei denen dieses Merkmal schon im Jugendgefieder vorhanden ist.
Verwechslungsmöglichkeiten mit anderen Pinguinarten bestehen auf Grund des auffälligen weißen Gesichtsflecks und des rötlichen Schnabels nicht.

## Stimme
Eselspinguine sind an Land sehr ruffreudig. Lautäußerungen sind vor allem während der Paarbildung, der Begründung des Nistterritoriums und während der Aufzucht der Jungvögel zu hören. Kontaktrufe sind dagegen ganzjährig zu vernehmen und werden von den Pinguinen vor allem dann gerufen, wenn sie anlanden. Sie sind aber auch auf See zu vernehmen.
Geographische Variationen in den Lautäußerungen sind feststellbar und nicht auf die zwei Unterarten begrenzt. Brutvögel auf der Macquarie-Insel, der Crozet-Insel und der Kerguelen-Insel haben einen langsameren Rufrhythmus, eine geringere Rufhöhe und längere Rufphasen als die Eselspinguine, die auf den Falklandinseln, Südgeorgien und den Südlichen Orkneyinseln brüten.
Der Kontaktruf ist kurz, abgehackt und dunkel. Zu den Rufen, die während der Fortpflanzungszeit geäußert werden, gehören die lauten trompetenartigen Rufe, die zu der deutschsprachigen Bezeichnung Eselspinguin geführt haben. Rufende Vögel strecken ihren Kopf und Hals nach oben und lassen dann eine sehr regelmäßige Serie aus vier bis fünf Silben hören. Der Ruf wird lautmalerisch mit ah – aha – aha – aha umschrieben. Zu den Lauten gehört auch ein sanfter, zischender Laut, der immer dann zu hören ist, wenn sich die Elternvögel bei der Bebrütung des Geleges abwechseln. Zu den Drohlauten gehören auch zischende Laute, ein gegrunztes aaar ist bei sehr aggressiven Auseinandersetzungen zu hören. Die Küken piepsen sehr hell.

## Verbreitung und Lebensraum

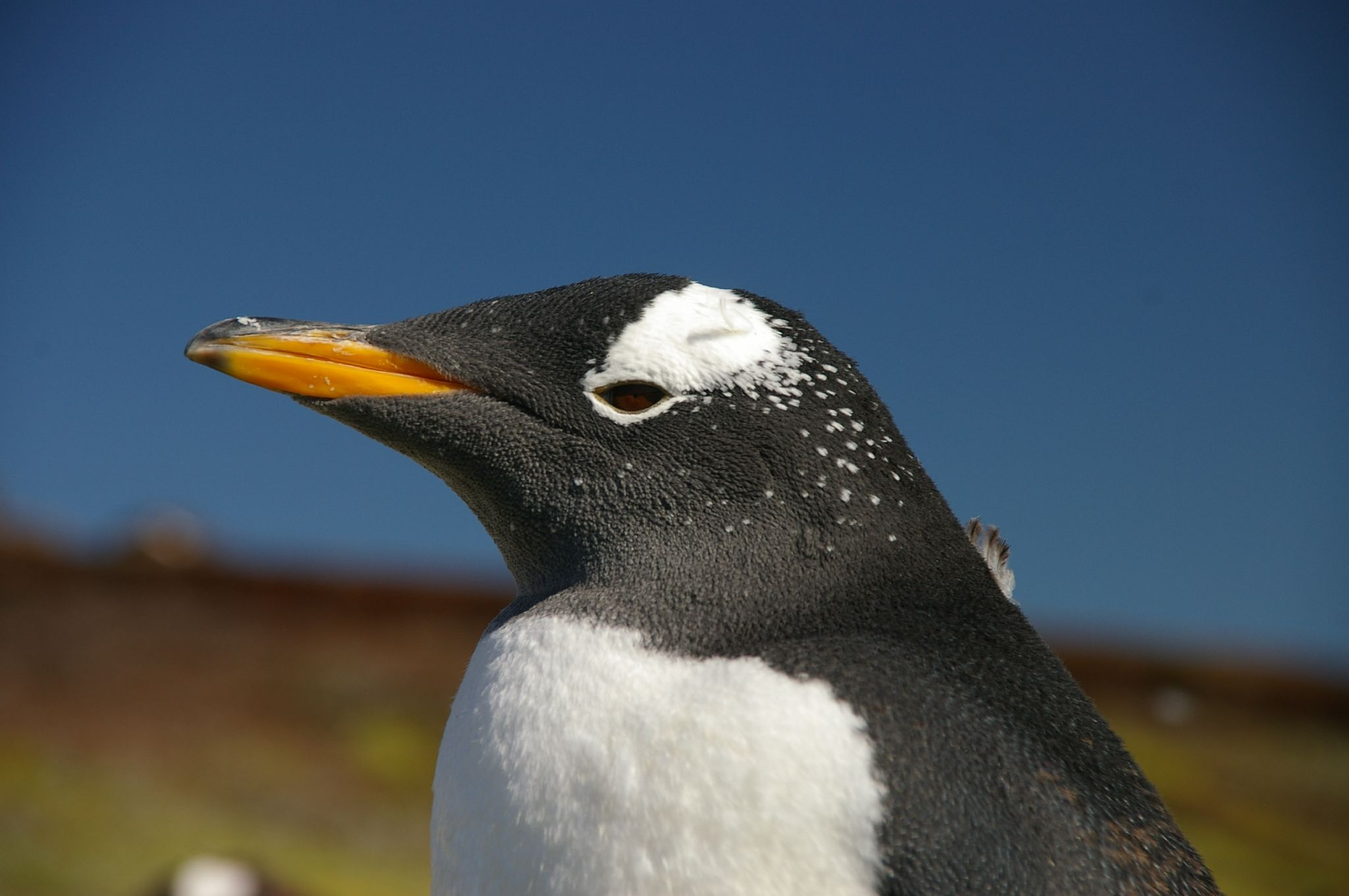
Eselspinguin mit charakteristischem weißen Fleck

Eselspinguine sind zirkumpolar verbreitet und brüten auf sub-antarktischen Inseln und der Antarktischen Halbinsel. Grundsätzlich meiden sie die Packeiszone. Ihr Verbreitungsgebiet außerhalb der Fortpflanzungszeit ist nicht genau untersucht. Generell wird davon ausgegangen, dass sich adulte Eselspinguine ganzjährig in der Nähe ihrer Brutkolonien aufhalten. Das marine Verbreitungsgebiet reicht allerdings vom Südpolarmeer und Südatlantik bis zum Südindik. Irrgäste erreichen jedoch auch die südamerikanische Küste und werden bis zum 43°S in Argentinien beobachtet. Irrgäste erreichen gelegentlich auch die Küste Australiens und Neuseelands.
Die Hauptkolonien sind auf den Falklandinseln, wo etwa 36 % des globalen Bestands brüten. Weitere große Brutkolonien befinden sich auf Südgeorgien und den Kerguelen. Kleinere Kolonien brüten auf der Macquarieinsel, auf Heard und den McDonaldinseln und auf der antarktischen Halbinsel.
Die Unterart Pygoscelis papua ellsworthii, die etwas kleiner ist als die Nominatform, brütet auf der Antarktischen Halbinsel mit etwa 20.000 Paaren, den südlichen Shetlandinseln mit etwa 17.200 Paaren und in geringerer Zahl auf den Südlichen Orkneyinseln.

## Bestand
Der Bestand wird von der IUCN auf 774.000 geschlechtsreife Vögel geschätzt und damit von der IUCN als ungefährdet eingestuft. Dort wo die Bestände zugenommen haben, gilt als Ursache eine verminderte Nahrungskonkurrenz mit Walen, deren Bestände im Verlauf des 20. Jahrhunderts deutlich abgenommen haben.
Im 19. Jahrhundert waren die Bestände der Eselspinguine zum Teil drastisch zurückgegangen, weil die Eier für den menschlichen Verzehr gesammelt wurden und ausgewachsene Pinguine abgeschlachtet wurden, um aus ihrer Fettschicht Öl zu gewinnen. Diese Praxis war noch in den 1910er Jahren gebräuchlich: Belegt ist, dass die Besatzung eines einzelnen Schoners jährlich auf den Falklandinseln über 70.000 Exemplare tötete, um daraus Öl zu gewinnen. Die Rückgänge auf den Falklandinseln stehen vermutlich immer noch in Zusammenhang mit der Praxis, Eier zu sammeln. Eselspinguine reagieren außerdem empfindlich auf Störungen durch den Menschen. So sind beispielsweise auf den Kerguelen die Bestände deutlich zurückgegangen, nachdem diese Insel permanent besiedelt wurde.

## Nahrung

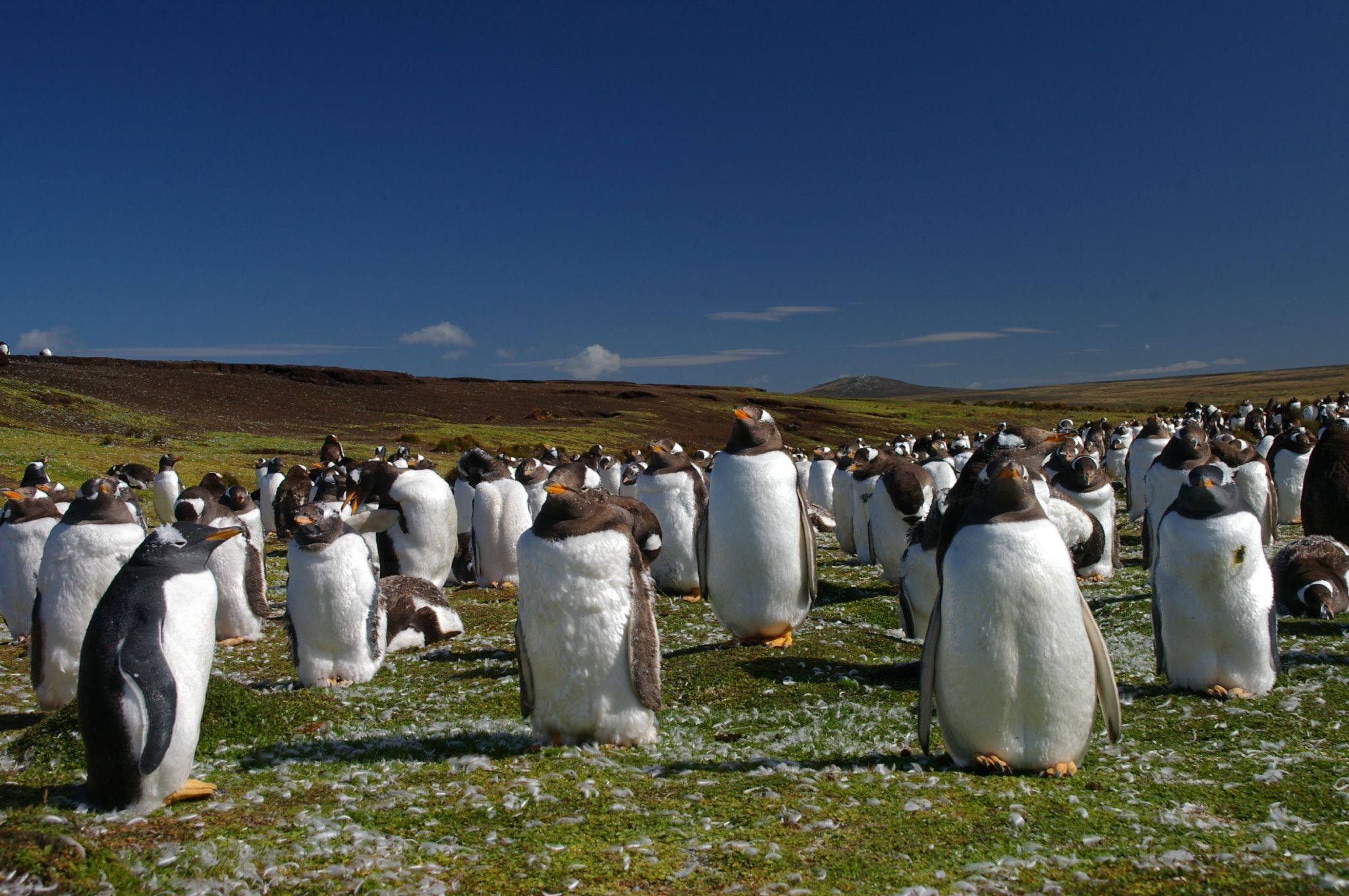
Eselspinguin-Kolonie auf den Falklandinseln

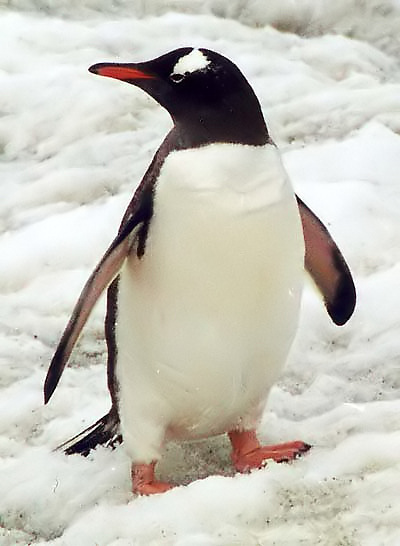
Eselspinguin, gut erkennbar die hellen Unterflossenseite

Eselspinguine ernähren sich vorwiegend von kleinen Fischen, Tintenfischen und Krill. In den nördlicheren Kolonien dominiert Fisch in der Ernährung. Auch in der Endphase der Jungenaufzucht und während des Winterhalbjahres ist Fisch die Haupternährung. Eselspinguine tauchen bis zu 212 Meter tief, die meisten Tauchgänge sind aber nicht tiefer als 110 Meter. Die Tauchtiefe ist vom Nahrungsangebot beeinflusst, für zahlreiche Brutkolonien konnte nachgewiesen werden, dass ein großer Teil der Vögel nicht mehr als 20 Meter tief taucht. In der Regel suchen sie für sechs bis zehn Stunden nach Nahrung.
Auf King George Island verlassen 50 % der dort brütenden adulten Vögel die Brutkolonie zwischen fünf und sieben Uhr morgens und kehren zwischen 9 und 13 Uhr wieder in die Kolonie zurück, um ihren Partnervogel abzulösen. Diese suchen dann im Meer nach Nahrung und kehren gegen 17 Uhr wieder in die Brutkolonie zurück. Davon abweichend bleibt in einigen Brutkolonien ein Teil der Brutvögel auch während der Nacht auf See. Brutvögel entfernen sich selten weiter als 40 Kilometer von ihrer Brutkolonie. Es wurden aber auch schon Eselspinguine festgestellt, die 105 Kilometer von der Brutkolonie nach Nahrung suchten.

## Fressfeinde
Ihre natürlichen Fressfeinde im Wasser sind Großer Schwertwal, Seeleopard und große Exemplare anderer Robben. An Land haben erwachsene Eselspinguine keine Fressfeinde. Eier und Küken werden jedoch gelegentlich von Raubmöwen erbeutet.

## Fortpflanzung

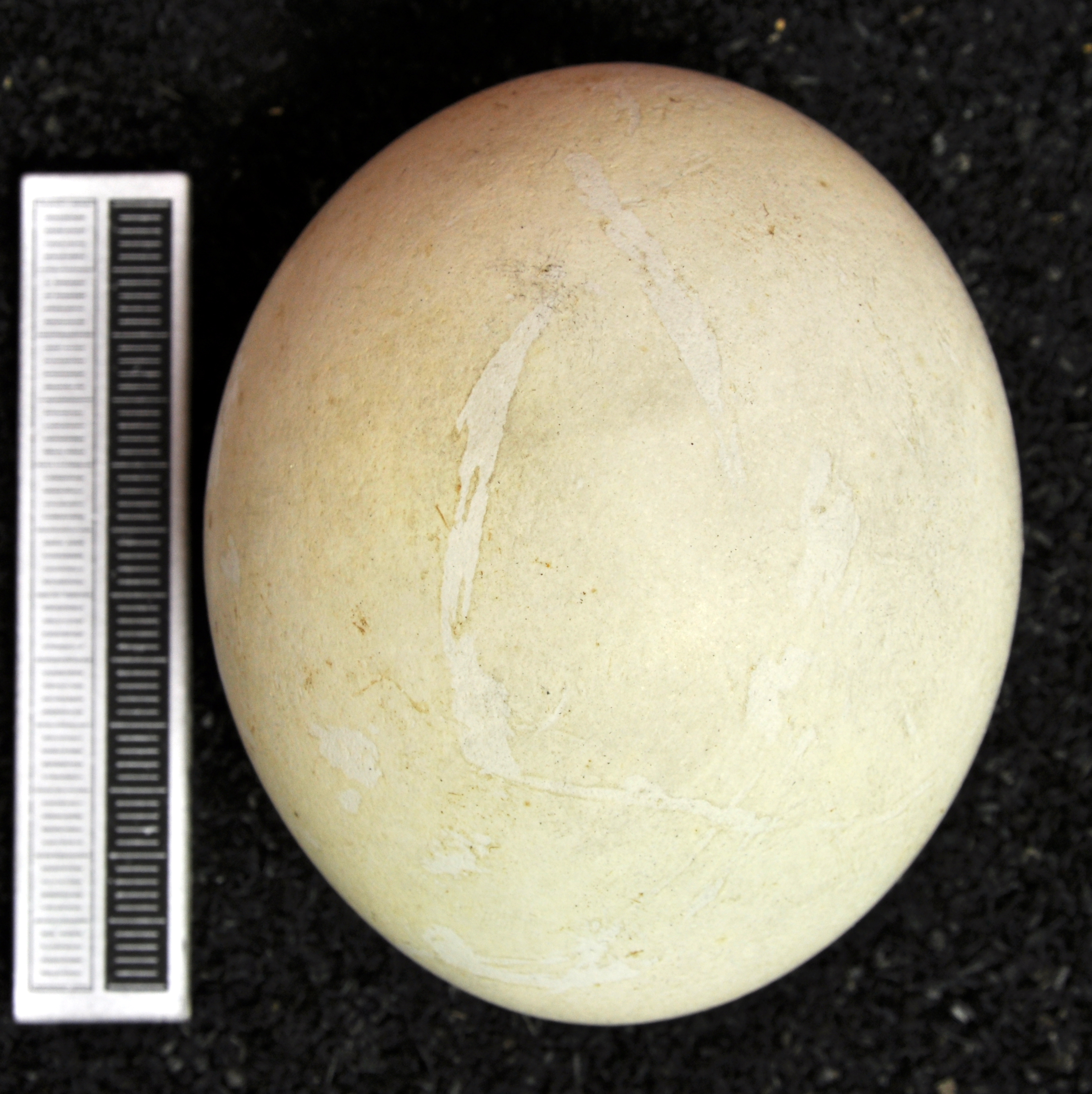
Ei, Sammlung Museum Wiesbaden

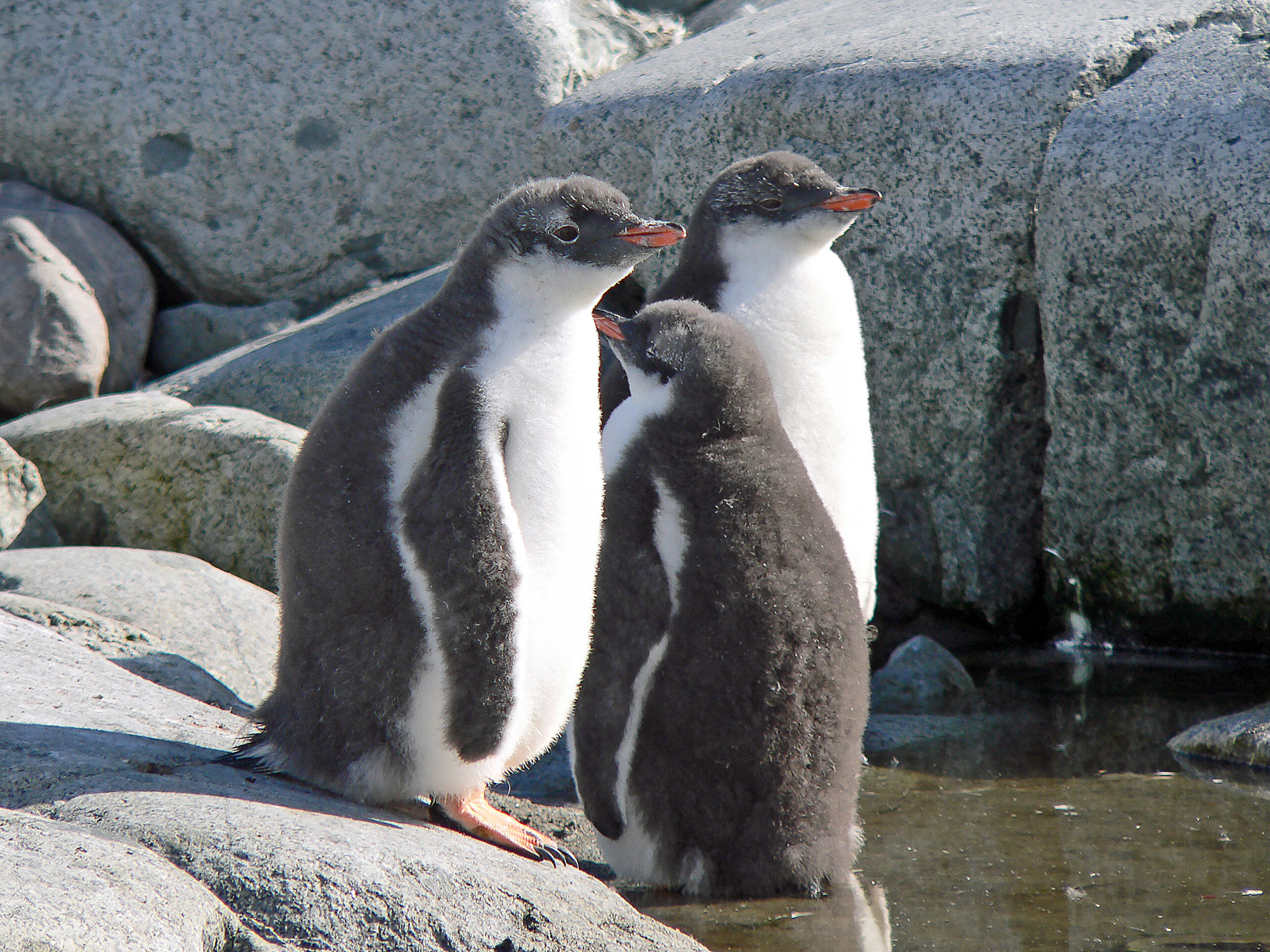
Junge Eselspinguine

Die Brutkolonien der Eselspinguine liegen grundsätzlich auf eisfreiem Untergrund. Kolonien können direkt an der Küstenlinie, aber auch beträchtlich davon entfernt im Binnenland liegen. Sie präferieren flache Küstenabschnitte und brüten häufig zwischen Grasbüscheln. Auf Südgeorgien finden sich beispielsweise Brutkolonien zwei Kilometer weit im Inland. Während Kolonien im Inland, wo die Pinguine zwischen Grasbüscheln brüten, sich jährlich leicht verschieben, weil das Gras niedergetreten wird, ist die Lage von Kolonien an eher unbewachsenen Küstenabschnitten über Jahre unveränderlich. Auf Südgeorgien wird beispielsweise die größte Kolonie seit mehr als dreißig Jahren aufgesucht.
Die Nester der Art bestehen normalerweise aus einem kreisförmigen Stapel von Steinen. Sie können ziemlich groß sein, zwanzig Zentimeter Höhe und 25 Zentimeter Durchmesser sind keine Seltenheit. Die Brutzeit findet im Allgemeinen im September statt. Das Weibchen legt zwei ca. 130 Gramm schwere Eier. Die Altvögel wechseln sich beim Brüten, das etwa 34 bis 36 Tage dauert, ab. Nach dem Schlüpfen bleiben die Küken ungefähr 30 Tage in ihren Nestern. Danach bekommen sie ihr Vor-Erwachsenen-Gefieder, das sie etwa 80 bis 100 Tage behalten, bis sie sich erneut mausern und zum Tauchen im Meer fähig sind.

## Systematik
Der Eselspinguin wurde im Jahr 1781 durch den deutschen Naturwissenschaftler Johann Reinhold Forster unter der Bezeichnung Aptenodytes papua erstmals beschrieben. Später wurde er der Gattung der  Langschwanzpinguine (Pygoscelis) zugeordnet, zu der auch der Adeliepinguin (P. adeliae) und der Zügelpinguin (P. antarctica) gehören. Im November 2020 veröffentlichten einige Wissenschaftler eine Untersuchung über die unterschiedliche Genetik und die Morphologie der Art und teilten den Eselspinguin in vier verschiedene Arten, Pygoscelis papua, Pygoscelis ellsworthi, Pygoscelis poncetii und Pygoscelis taeniata. Pygoscelis ellsworth brütet auf der Antarktischen Halbinsel und den Südlichen Shetlandinseln,  die übrigen weiter nördlich, wo die Bedingungen günstiger sind, Pygoscelis papua auf den Falklandinseln, Pygoscelis poncetii auf Südgeorgien und Pygoscelis taeniata auf den Kerguelen.

## Sonstiges
Die GNU/Linux-Distribution Gentoo Linux und die von ihr abgeleitete BSD-Variante Gentoo/FreeBSD wurden ebenso wie der Dateimanager gentoo nach diesem Pinguin benannt (engl. Gentoo penguin).
In der Filmkomödie Mr. Poppers Pinguine aus dem Jahr 2011 spielen sechs Eselspinguine die Hauptrolle neben Jim Carrey. Der Film wurde größtenteils mit realen Pinguinen gedreht.